# Totutla (kommun)
Totutla är en kommun i Mexiko.   Den ligger i delstaten Veracruz, i den sydöstra delen av landet, 230 km öster om huvudstaden Mexico City.
Följande samhällen finns i Totutla:
- Totutla
- Mata de Indio
- Totolapa
- El Santuario
- Colonia Progreso
- Tlacuatzintla
- Palmaritos
- Oteapa
- Tepetlapa
- El Capricho
- Loma de los Contreras
- Colonia los Naranjos